# Moviment al Socialisme (Bolívia)
El Moviment al Socialisme-Instrument Polític per a la Sobirania des Pobles (MAS-IPSP), és un partit polític bolivià d'esquerra socialista fundat el 1987 amb el nom de Moviment al Socialisme-Unzaguista, està liderat per Evo Morales.
El MAS-IPSP va governar Bolívia des de 2006 fins al cop d'estat de 2019, després de la seva primera victòria en les eleccions de desembre de 2005. El MAS-IPSP es va desenvolupar a partir del moviment de defensa dels interessos dels camperols de coca. Evo Morales va articular els objectius del partit i de les organitzacions populars com la necessitat d'aconseguir una unitat plurinacional i desenvolupar una nova llei d'hidrocarburs que garantís el 50% dels ingressos de Bolívia. Això no obstant, els líders polítics del MAS-IPSP han manifestat l'interès en la nacionalització total de les indústries de combustibles fòssils.

## Història

### Origen i fundació
El 1987 una línia d'esquerra de la Falange Socialista Boliviana seguidora de David Añez Pedraza s'escindí formant el partit Moviment al Socialisme-Unzaguista (MAS-U). El MAS-U va pretendre unificar les reivindicacions del moviment cocaler, els cultivadors de coca -la planta sagrada en les cultures andines-, en una estratègia centrada en l'oposició als governs neoliberals d'aquell període. A mesura que aquests governs es van anar fent més receptius a les exigències indígenes, les seves tesis van esdevenir pràctiques d'esquerra política.
| « | Una economia de mercat amb una forta funció desenvolupista i proteccionista de l'estat, dins d'una superestructura política burgesa. | » |

Posteriorment, el 1995 a Cochabamba es fundà el MAS, eliminant per motius pràctics la sigla «U» d'unzaguista, i desmarcant-se així del seu passat falangista.

### Primers anys i ascens d'Evo Morales
Per a les eleccions de 1997, el MAS es va aliar amb altres partits indigenistes de l'incipient moviment cocaler. Va ser aquell any, quan sota la pressió de les comtesses electorals, es va necessitar un partit ja registrat, per la qual cosa es va decidir que el MAS, que ja tenia les seves sigles legalitzades, es fusionés, al seu torn, amb l'Instrument de Sobirania Popular i la Confederació de Treballadors del Tròpic Cochabambino. Va ser refundat el 23 de juliol de 1997 sota la nova direcció d'Evo Morales Ayma. Nascut a Oruro el 26 d'octubre de 1959 i d'origen uro, era llavors president de la Confederació de Treballadors del Tròpic Cochabambino. L'estratègia donà els seus fruits aquell mateix any quan Evo Morales arribà al Parlament com a diputat per Cochabamba amb el 70% dels vots. D'aquesta manera el MAS va liderar gran part de les protestes socials ocorregudes a Bolívia en els primers anys del segle xxi, reclamant la recuperació de la propietat estatal plena sobre el gas i altres hidrocarburs, donats en concessió a empreses privades durant el govern de Gonzalo Sánchez de Lozada (1993-1997).
En les eleccions legislatives de 2002, el candidat per a la presidència Evo Morales va obtenir el 20,9%, quedant en segon lloc després de Gonzalo Sánchez de Lozada.
L'octubre de 2003 la població d'El Alto es va revoltar contra la sortida del gas bolivià per un port xilè. L'aixecament popular no va tenir lideratges encara que la premsa van atorgar certa rellevància al camperol Felipe Quispe, als presidents de les Federacions de Juntes Veïnals d'El Alto i al secretari general de la Central Obrera Boliviana, Jaime Solares.
En les eleccions presidencials del 18 de desembre de 2005, en un rècord de participació, Evo Morales, va obtenir, contra tot pronòstic, gairebé el 54% dels vots, la qual cosa li va permetre accedir a la presidència de la República. Va assumir el poder el 22 de gener de 2006. Fou el segon mandatari bolivià en la història de la República triat per majoria absoluta de vots després de Víctor Paz Estenssoro el 1960.
Morales despertà interès de la premsa internacional per ser el primer mandatari d'origen indígena en la història de Bolívia, i per la seva proposta de fer canvis radicals en les estructures econòmiques nacionals. A la vegada, seguí essent el president de les Federacions de Productors de Coca.

### El MAS al govern
Des que va assumir el govern, el MAS va promoure la modernització del país, promovent la industrialització, una major intervenció estatal en l'economia, la inclusió social i cultural i la redistribució dels ingressos dels recursos naturals a través de diversos programes de benestar social.
Quan es va formar el primer gabinet, el MAS tenia a Andrés Soliz Rada com a Ministre d'Hidrocarburs, David Choquehuanca com a Ministre d'Afers Exteriors, Casimira Rodríguez com a Ministra de Justícia, Salvador Ric Reira com a Ministre d'Obres Públiques i Serveis, Hugo Salvatierra com a Ministre de Desenvolupament Rural, Álex Gálvez Mamami com a Ministre de Treball, Abel Mamami com a Ministre d'Aigua, Félix Patzi com a Ministre d'Educació, Felipe Caceres com a Viceministre de Defensa Social, Alicia Muñoz com a Ministra de Govern, Juan Ramón Quintana com a Ministre de la Presidència, Carlos Villegas com a Ministre d'Economia Planificació i Walter Villarroel com a Ministre de Mineria. Dos històrics del MAS, Santos Ramírez i Edmundo Novillo es van convertir en el president del Senat i de la Cambra de diputats, respectivament.
Les eleccions de 2006 a l'Assemblea Constituent van consolidar encara més la posició del MAS com la força dominant en la política boliviana. Després de les eleccions, Román Loayza Caero es va convertir en el cap de la facció del MAS a l'Assemblea Constituent.
El 10 d'agost de 2008, es va celebrar un referèndum de vot de confiança sobre els càrrecs del president Morales, del vicepresident Álvaro García Linera i diferents prefectes. Morales i García Linera van obtenir el seu mandat reafirmat per àmplia majoria, aconseguint el 83% dels vots a La Paz i el 71% dels vots a Cochabamba al seu favor. També van obtenir un suport significatiu en altres departaments: Santa Cruz 41%, Beni 44%, Pando 53% i Tarija 50%, fet que subratllà la consolidació del MAS-IPSP com a força política nacional.
En les eleccions regionals de 2010, el MAS va guanyar el càrrec de governador en sis departaments (La Paz, Oruro, Potosí, Pando, Chuquisaca i Cochabamba) i va acabar en segon lloc en els altres tres (Santa Cruz, Tarija i Beni). A Chuquisaca, Esteban Urquizu va guanyar amb el 53.9% dels vots, convertint-se, amb 29 anys, en el governador més jove de la història boliviana. Al departament de La Paz, el MAS va cessar al seu candidat, Félix Patzi, poc abans de les eleccions, després que fos arrestat per conduir embriac.
L'elecció també va estar marcada per algunes candidatures formades per dissidents del MAS. El cofundador del MAS, Lino Villca, havia fundat el Moviment per la Sobirania (MPS), que va impugnar les eleccions. Altres exmasistes també es van involucrar en la fundació del MPS com Óscar Chirinos, Miguel Machaca i Rufo Calle.
Des de les eleccions presidencials de 2014, el MAS va remoure els seus moviments socials i va plantejar un moviment juvenil renovat, denominat Joventuts del MAS, amb organitzacions a cada departament com: Generación Evo, Columna Sud i Jóvenes por la Dignidad.

## Organització
L'IPSP va ser fundat com un «instrument polític», una organització diferent dels partits polítics tradicionals. Hervé do Alto defineix l'organització com un «partit polític i una federació de moviments socials alhora».

### Lideratge
La Direcció Nacional del MAS-IPSP és conformada de forma democràtica a través d'assemblees i trobades departamentals i nacionals i ha designat com a líder a Evo Morales Ayma. Cal destacar que el MAS no s'ha consolidat institucionalment en la forma en què s'ha desenvolupat el Partit dels Treballadors a Brasil, que també va sorgir com un vehicle polític dels moviments socials. La clàusula 42 dels Estatuts Orgànics del MAS-IPSP estableix que els candidats en les eleccions nacionals i locals han de ser triats per votació directa en les assemblees. La majoria de les candidatures del MAS en les eleccions de 1999 i 2002 van ser seleccionades a través d'aquest mètode. No obstant això, alguns candidats en les eleccions de 2002 i 2005 van ser nomenats directament per Morales.

### Organitzacions membre

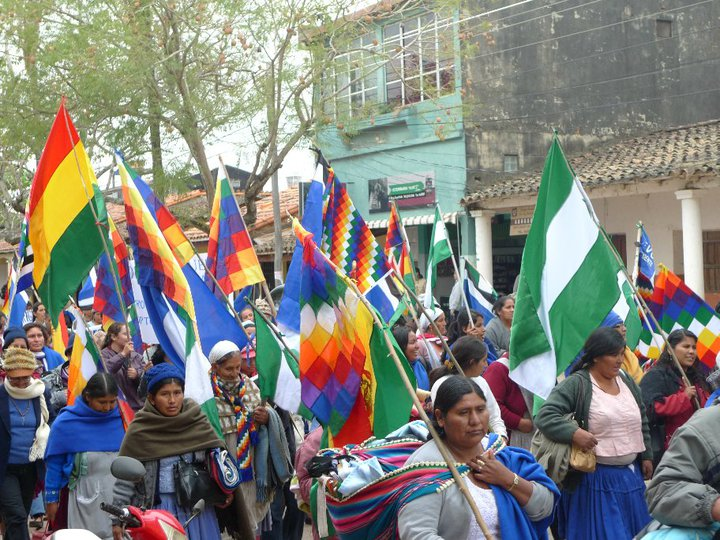
La Confederació Nacional de Dones Camperoles i Indígenes - Bartolina Sisa

Les organitzacions fundadores de MAS-IPSP són: la Confederació Sindical Única de Treballadors Camperols, la Confederació Nacional de Colonitzadors i la Confederació Nacional de Dones Camperoles i Indígenes - Bartolina Sisa. Al sisè congrés del MAS-IPSP, celebrat el novembre de 2006, es van admetre quatre noves organitzacions com a membres: Confederació Nacional de Mestres Rurals, Confederació Nacional de Jubilats i Rendistes i Confederació Nacional de la Micro i Petita Empresa.
El setè congrés de MAS-IPSP es va celebrar del 10 al 12 de gener de 2009. En aquest congrés es van incorporar dues organitzacions com a nous membres del MAS-IPSP: la Federació Nacional de Cooperatives Mineres i el Centre Regional de Treballadors d'El Alto. La Central Obrera Boliviana i el Consell Nacional Aimara de Mallkus i T'allas (CONAMAQ) no formen part del MAS-IPSP tot i donar suport al govern.

### Coalicions
El MAS-IPSP va formar coalició amb el Moviment Sense Por (MSM) en les eleccions nacionals de 2009. Poc després, Evo Morales va trencar públicament amb el MSM i els seus representants a l'Assemblea Legislativa Plurinacional formaren un bloc independent.
Les tres organitzacions fundadores del MAS-IPSP estan unides pel CONAMAQ i la Confederació de Pobles Indígenes de Bolívia (CIDOB) en el Pacte d'Unitat. Durant l'Assemblea Constituent boliviana es va formar una aliança major, la Coordinació Nacional per al Canvi (CONALCAM), que inclou executius i legisladors del MAS-IPSP, així com organitzacions dels moviments socials.

## Resultats electorals

### Presidencials
| Any  | Candidats   | Candidats             | Primera volta | Primera volta | Balotaje | Balotaje | Resultat  | Nota                                   |
| Any  | President   | Vicepresident         | vots          | %             | vots     | %        | Resultat  | Nota                                   |
| ---- | ----------- | --------------------- | ------------- | ------------- | -------- | -------- | --------- | -------------------------------------- |
| 2002 | Evo Morales | Antonio Peredo Leigue | 581 884       | 20.94         | 43       | 27.74    | No electe | Segona volta per votació parlamentària |
| 2005 | Evo Morales | Álvaro García Linera  | 1 544 374     | 53.72         |          |          | Sí        |                                        |
| 2009 | Evo Morales | Álvaro García Linera  | 2 943 209     | 64.22         |          |          | Sí        |                                        |
| 2014 | Evo Morales | Álvaro García Linera  | 3 173 304     | 63.36         |          |          | Sí        |                                        |
| 2019 | Evo Morales | Álvaro García Linera  | 2 889 359     | 47.08         |          |          | Anul·lada |                                        |

### Referèndum
| Elecció | Resultat  | Resultat | Resultat | Notes                     |
| Elecció | Vots      | %        | Resultat | Notes                     |
| ------- | --------- | -------- | -------- | ------------------------- |
| 2008    | 2 103 872 | 67.43 %  | Sí       | Referèndum revocatori     |
| 2009    | 2 064 417 | 61.43 %  | Sí       | Referèndum constitucional |
| 2016    | 2 546 135 | 51.3 %   | No       |                           |